# François Achille Bazaine
François Achille Bazaine (Versalles, Illa de França, 13 de febrer de 1811 - Madrid, Espanya, 23 de setembre de 1888) fou un mariscal de França que adquirí una trista celebritat durant la Guerra Francoprussiana 1870.
Va combatre a Algèria, a Espanya, a Crimea, a Itàlia i després va comandar el cos expedicionari francès durant la Segona Intervenció Francesa a Mèxic. Napoleó III el va nomenar mariscal de França i senador del Segon Imperi l’any 1864 com a recompensa per la seva conducta. És especialment conegut per haver fracassat en la seva tasca com a comandant en cap de l’exèrcit del Rin i haver contribuït així a la derrota francesa durant la Guerra Francoprussiana de 1870. Jutjat en consell de guerra al setembre de 1873, va ser condemnat a mort. A instàncies del jurat que acabava de condemnar-lo, el president de la República, Mac Mahon, li commutà la pena per vint anys de detenció i suprimí la degradació que estava prevista.

## Biografia

### Familia
És el fill petit del Général de corps d'armée Pierre-Dominique Bazaine (1786–1838), politécnic (promoció X1803), enginyer de camins i ponts de mèrit sota Napoleó I i director de l’Institut de vies de comunicació de l’Imperi Rus. Pierre-Dominique va desenvolupar tota la seva carrera a l’Imperi Rus, especialment a Sant Petersburg, en el marc d’un acord entre els emperadors Napoleó I i Alexandre I.
Achille Bazaine va néixer el 13 de febrer de 1811 a Versalles, fruit d’una relació anterior al matrimoni del seu pare, amb una modista, Marie-Madeleine Josèphe, coneguda com a Mélanie Vasseur.
El seu germà gran era Pierre-Dominique Bazaine (1809–1893), també politécnic, enginyer de camins i pioner dels ferrocarrils francesos.
Achille Bazaine va estudiar a la institució Bardet (o Barbet), rue d’Assas, i després al col·legi Saint-Louis.
L’any 1834, es va casar amb Maria-Juane de la Soledad Gregorio Torno, que va morir el 1860.
El 26 de juny de 1865, es va tornar a casar amb Maria Josefa de la Peña y Pedraza.

### Legió Estrangera a Algèria
Després d’haver fracassat en el concurs d’entrada a l’École polytechnique l’any 1830, Achille Bazaine va decidir allistar-se com a simple soldat el 28 de març de 1831 al 37è regiment d’infanteria de línia.
- Va ser ascendit a caporal (caporal) el 8 de juliol de 1831.
- Més tard, va ser nomenat caporal furrier (responsable de subministraments) el 13 de gener de 1832.
- Al juliol del mateix any, va pujar a sergent furrier.

Aquest va ser el començament d’una llarga carrera militar que el portaria a Algèria, on la Legió Estrangera francesa estava activa en les campanyes colonials, i on Bazaine destacaria per la seva valentia i disciplina. Tot i entrar per la porta més baixa, va anar ascendint gràcies al seu mèrit personal, i això li va permetre forjar-se com a comandant respectat dins l’exèrcit francès.
És amb aquest grau de sergent furrier que Achille Bazaine arriba a la Legió Estrangera l’agost de 1831. Allà, el 4 de novembre, és ascendit a sergent major, un càrrec de responsabilitat dins la tropa.
Posteriorment, el 2 de novembre de 1833, obté l’épaulette, és a dir, és ascendit a oficial subaltern, un pas important en la seva carrera militar.
El 22 de juliol de 1835, durant el combat de la Macta (una batalla a Algèria contra forces locals), rep un tret al canell i queda ferit. En reconeixement per la seva valentia i servei, és ascendit al rang de tinent i rep la Creu de Cavaller de la Legió d’Honor, una de les condecoracions més prestigioses de França.
Des de 1834, també formava part de la francmaçoneria, on ja tenia rang de mestre, cosa que reflecteix la seva connexió amb cercles d’influència intel·lectual i militar del seu temps.

### Primera Guerra Carlina
Formà part de legió estrangera que Lluís Felip oferí a la reina regent d'Espanya Na Maria Cristina per a combatre els carlins, assolint en premi als seus serveis el grau de comandant en l'exèrcit espanyol; prengué part en la batalla de Barbastre (2 de juny de 1837), en la qual la legió restà quasi aniquilada; acabada la guerra civil tornà a Àfrica com a capità (1839), ascendit a comandant (1844), a tinent coronel (1848) i a coronel (1850), sempre per mèrits de guerra.

### Guerra de Crimea
El 28 d’octubre de 1854, va ser admès a la 1a secció dels oficials generals amb el rang de mariscal de camp, i va comandar dos regiments de la Legió a l’Exèrcit d’Orient. El 10 de setembre de 1855 es va convertir en comandant militar de Sebastòpol, i el 22 de setembre següent va ser ascendit a general de divisió.
Durant la Guerra de Crimea, va ser ferit i citat per la seva valentia durant l’atac de la Quarantaine, el mateix dia en què el seu cavall va ser abatut sota seu. El 16 d’agost de 1856, després del combat de Sidi Kafirhe, va rebre una nova menció d’honor i, per decret, se li va ascendir el grau dins de la Legió d’Honor francesa al de comanador, gràcies a la presa de la posició de Kinburn, a l’entrada del riu Dnièper, operació que va concloure en només tres dies.
La manera com va dirigir l’ala esquerra de les forces franceses durant l’atac final aliat a Sebastòpol, el 8 de setembre de 1855 (on va ser ferit per un fragment d’obús al maluc esquerre i el seu cavall va morir), va rebre grans elogis per part del comandament aliat, i va ser immediatament ascendit a general de divisió el 22 de setembre de 1855, i seleccionat entre tots els generals aliats per ocupar el càrrec de governador de Sebastòpol.

Amb 44 anys, es va convertir en el general més jove de l’exèrcit francès. A l’octubre de 1855, Bazaine va ser escollit per donar el cop de gràcia. Amb una força combinada de soldats francesos i britànics, va salpar cap a Kinburn, a la desembocadura del Dnièper, per atacar les últimes forces russes al nord de Sebastòpol. Va liderar un desembarcament atrevit i va capturar la fortalesa naval amb un assalt frontal, una acció per la qual va rebre un reconeixement especial:
"El general Bazaine, que comanda aquesta part de l’exèrcit francès que opera a la desembocadura del Dnièper, pot ser citat com un dels exemples més brillants del mèrit militar en el nostre temps."
A Sebastòpol, el 25 de juny de 1856, va ser condecorat pel comandant en cap britànic, Lord Gough, amb l’Orde del Bany, per la seva contribució destacada a la campanya aliada durant la Guerra de Crimea.
A la seva tornada a França, va ocupar el càrrec d’inspector d’infanteria i posteriorment va comandar la 19a Divisió Militar a Bourges.

### Unificació Italiana
A Llombardia, el 8 de juny de 1859, va ser ferit mentre comandava la 3a Divisió del I Cos d'Exèrcit de Baraguey d'Hilliers a la batalla de Melegnano, i va tenir un paper important a la batalla de Solferino i San Martino (24 de juny), on la seva divisió, juntament amb la divisió de Forey i una part de la Guàrdia Imperial, van trencar les línies austríaques pel centre, aconseguint finalment penetrar al castell i al cementiri de la vila (posicions clau de l'enemic). Per la seva actuació durant la campanya, va rebre la Gran Creu de la Legió d'Honor, de la qual ja era comanador des de 1855.

### Segona intervenció francesa a Mèxic
Destinat a Mèxic va ser un militar francès molt destacat que va tenir un paper clau durant la Segona Intervenció Francesa a Mèxic. L’any 1863, l’emperador Napoleó III el va enviar a Mèxic juntament amb el general Frédéric Forey per substituir el comandament del general Charles Ferdinand Latrille, comte de Lorencez, després de la derrota francesa a la Batalla de Puebla el 5 de maig de 1862.
Abans d’això, el 1862, Bazaine ja havia estat destinat a Mèxic sota les ordres del general Forey, al capdavant de la primera divisió de l’exèrcit. Va participar en els primers enfrontaments, com el setge de Puebla i la batalla de San Lorenzo, el 8 de maig, on va derrotar el general juarista Ignacio Comonfort, que intentava defensar la plaça. Nou dies després, Puebla es va rendir i les seves millors tropes van ser fetes presoneres, deixant via lliure perquè les forces franceses entressin a la Ciutat de Mèxic sense combatre el 7 de juny de 1863.
Quan Forey va ser rellevat del comandament, Bazaine el va substituir com a general en cap de l’exèrcit francès l’1 d’octubre de 1863. Amb l’entrada de Forey a la capital, es va formar un govern provisional compost pels generals Juan Almonte, Mariano Salas i l’arquebisbe de Mèxic. Aquest govern va convocar una Assemblea de Notables, que va abolir la República i va proclamar emperador a Maximilià d’Habsburg.
Les ordres que Bazaine havia rebut eren molt clares: havia d’acceptar tots els mexicans conservadors que volguessin unir-se a l’exèrcit francès, no havia d’intervenir en els conflictes polítics interns del país, no podia retornar a l’Església els béns que li havien estat expropiats per les Lleis de Reforma, i, un cop ocupada la capital, havia de posar en marxa un govern provisional.
Però la seva estada a Mèxic no va ser gens fàcil. Primer va tenir problemes amb la Regència (1863–1864), que volia retornar els béns a l’Església. Més tard, va tenir conflictes encara més greus amb l’emperador Maximilià, a qui criticava per gastar els pocs recursos del país en coses que considerava poc importants, com la construcció de palaus i teatres.
Tot i tenir una autoritat gairebé il·limitada i la missió de consolidar el nou Imperi, Bazaine no va aconseguir-ho. La seva actitud va generar sospites. Se l’acusava d’entorpir els intents de Maximilià per formar un Exèrcit Imperial Mexicà eficaç, capaç de combatre la resistència liberal. També es deia que allunyava els conservadors, que podrien haver estat un bon suport per al règim monàrquic. A més, després de quedar vidu a França, es va casar amb la mexicana Josefa Peña Azcárate, d’una família molt rica però propera als liberals de Benito Juárez, cosa que encara va empitjorar més la seva relació amb Maximilià.
Hi ha indicis, fins i tot, que Bazaine venia armes en secret als partidaris de la resistència, mentre el seu exèrcit patia derrotes importants. Per exemple, a Oaxaca, va ser vençut per Porfirio Díaz el 5 de setembre de 1866 a prop de Juchitán. Més tard, les forces franceses tornarien a ser derrotades a la batalla del 2 d’abril de 1867. Per aquells dies, des del març, Bazaine ja començava a retirar-se de Mèxic amb la major part de l’exèrcit francès per ordre directa de Napoleó III.
Quan va tornar a Europa, el 1867, Napoleó III el va rebre amb fredor, tot i reconèixer la seva vàlua com a militar. El va nomenar comandant del tercer cos d’exèrcit a Nancy i, el 1869, cap de la Guàrdia Imperial.

### Guerra francoprussiana

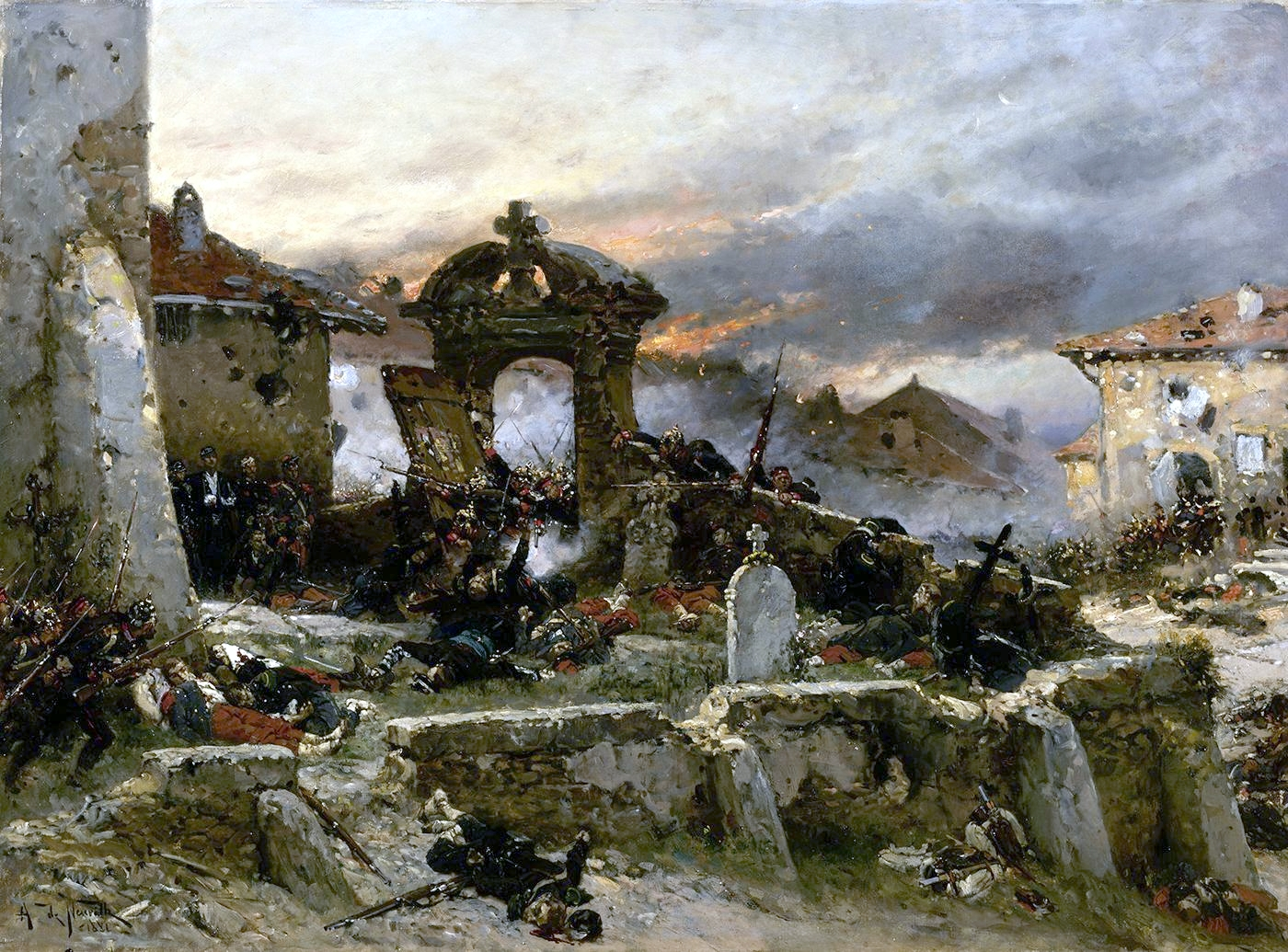
El cementiri de Saint-Privat (treball preparatori)

En esclatar la Guerra Francoprussiana en 1870 s'encarregà novament del tercer cos d'exèrcit; a les seves ordres restà també (6 d'agost) l'exèrcit de Frossard, el qual, atacat pels alemanys, lluità tot el dia contra l'enemic mantenint indecisa la victòria, sense que Bazaine, que es trobava a 20 quilòmetres i disposava d'un ferrocarril, acudís en el seu auxili i convertís en victòria aquella derrota, que coincidí amb la de Woert; si amb aquest fet es proposà enaltir la seva personalitat militar a expenses d'aquells desastres, l'èxit coronà els seus esforços, ja que davant el clamor de l'opinió pública que feia responsable a l'emperador de les derrotes sofertes, Napoleó III renuncià al cap suprem de l'exèrcit, que assumí Bazaine (12 d'agost).
Després dels primers revessos soferts es replegà a Metz amb les seves hosts desesmades, i on es reuní amb l'emperador. La prudència aconsellava emprendre una retirada que el poses fora l'abast dels enemics per a reorganitzar, amb les reserves que havien estat cridades, aquells batallons, pel qual s'imposava una ràpida acció, a pesar del qual perdé allà un temps preciós, fins que el dia 14 d'agost, que es decidí la marxa vers Verdun, per la qual s'havia de franquejar el Mosel·la i dirigir-se al centre del país. Donada la situació respectiva d'ambdós exèrcits.
Perquè aquell moviment fos eficaç s'havia de realitzar amb la major rapidesa, emprant ensems els diferents camins que condueixen de Metz a Verdun; només s'utilitzà el que passa per Gravelotte, en el qual s'amuntegaren els batallons embarassant-se els uns amb els altres en accelerar la marxa. A les quatre de la tarda es presentà la brigada d'avantguarda de l'exèrcit alemany, comandada pel general Goltz, que atacà les tropes que romanien encara en la riba esquerra del Mosel·la. Aquell atac no impedia a Bazaine prosseguir la seva retirada, estant com estava a l'empara de les fortificacions de Metz i disposant de forces molt superiors a les de l'enemic, que només disposava de 80.000 homes, als quals els podia haver costat cara la seva gosadia si l'exèrcit francès hagués atacat amb decisió; el general es limità a detenir la marxa refusant l'atac (batalla de Borny o de Colombey-Nouilly), i si bé és cert que aquell dia els alemanys perderen 5.000 homes i els francesos només 3.400, havien aconseguit, en canvi, retardar la marxa de Bazaine, que al cap de dos dies d'haver sortit de Metz només havia avançat 12 quilòmetres. Prosseguí la retirada, cometent la lleugeresa de no tallar els ponts d'Ars i Noveant, únics per on podien travessar el Mosel·la els alemanys. Després de la batalla de Gravelotte (18 d'agost) es tancà a Metz amb les tropes al seu comandament, sent assetjat per forces alemanyes del segon exèrcit que comandava el príncep Frederic Carles.
Diverses vegades intentà Bazaine infructuosament trencar el setge, especialment el 31 d'agost i l'1 de setembre (batalla de Noiseville); però, des que va saber la derrota i caiguda de Napoleó, no intentà sortir del cercle en què els alemanys l'havien tancat; més aviat, sembla que entaulà negociacions amb l'enemic, que no donaren resultat, i es limità des de llavors a esperar la pau, que creia imminent, reservant les seves tropes per mantenir l'orde públic i el règim imperial a França; amb la capitulació de Sedan, Bazaine va perdre totes les esperances d'auxili; mancat de queviures, i cedint al desencís general de les tropes i a les malalties que començaven a desenvolupar-se, rendí la plaça el 27 d'octubre.
Amb la capitulació de Metz restaren presoners de guerra 173.000 homes, entre ells 6.000 oficials i tres mariscals, forces que foren internades a Alemanya. Bazaine fou conduït a Cassel, on es trobava Napoleó: tot l'armament passà així mateix a poder de l'enemic.

### Acusat d'alta traïció
La rendició de Metz produí gran indignació a França; Gambetta, en un manifest, acusà en Bazaine de traïdor i d'haver sacrificat la nació a la dinastia. En aquell temps, altres ja l'havien acusat de deslleial a França i al mateix emperador, al que volia suplantar, ja fos com a regent de l'Imperi durant la minoria del príncep imperial, ja com a president d'una república o dictadura militar. Al signar-se el tractat de pau, tant Bazaine com els altres presoners francesos, aconseguiren la llibertat. El mariscal acompanyat de la seva família, es dirigí a Ginebra i més tard retornà a França, on va romandre algun temps sense ser molestat, fins que, acusat d'alta traïció, fou empresonat (maig de 1872); el 6 d'octubre de 1873 començaren les sessions públiques del consell de guerra que hauria de jutjar-lo, presidit pel duc d'Aumale, com a general de divisió més antic que era per aquell temps; se sentiren 272 testimonis les declaracions dels quals en general foren favorables a l'acusat. El 10 de desembre el tribunal dictava sentència per la qual, per unanimitat, se'l condemnava a la pena de mort i degradació. El 12 de desembre, el president de la República, mariscal Mac-Mahon commutà la pena de mort per la de vint anys de presó, confirmant la de degradació: el 26 de desembre començà a complir en la fortalesa de l'illa de Santa Margarida, immediata a Canes, acompanyat del seu fidel i abnegat ajudant el coronel Villete; l'esposa i fill del general també assoliren permís per acompanyar-lo.

### La fuga
Després del seu judici i condemna, Bazaine va ser empresonat al Fort Royal, situat a l’Île Sainte-Marguerite, prop de la costa francesa. Allà no el van tractar com a un criminal comú, sinó més aviat com un exiliat trist i solitari, carregant el pes d’una vida plena de guerres i decisions controvertides.
La nit del 9 al 10 d’agost de 1874, després de 221 dies tancat, va protagonitzar una de les fugues més llegendàries de la història francesa. Tot va ser possible gràcies a la seva jove esposa Pepita, que només tenia 26 anys quan ell va ser condemnat, i que no va parar fins a trobar la manera de treure’l d’allà.
Amb l’ajuda de l’excapità Doineau, dels Bureaux Àrabs, i del seu aide-de-camp, el tinent coronel Henri-Léon Willette, van planejar l’evasió. Aquella nit màgica i perillosa, van utilitzar cordes de paquet subministrades per Angelo Hayter (fill del pintor de la cort Sir George Hayter) i corretges de maletes que van anar unint per formar una llarga corda.
Amb 63 anys, Bazaine es va lligar un extrem de la corda al cos i l’altre a una gàrgola del fort. Després va començar a baixar pels penya-segats de més de 90 metres d’altura, en plena foscor i sense marge d’error. A baix l’esperava una petita barca que Pepita havia portat des de Canes.
Un cop van arribar a Gènova, a Itàlia, van agafar el camí cap a Londres juntament amb els seus fills petits, on van quedar-se una temporada amb familiars de la família Hayter.
Bazaine va ser l’únic pres que mai va aconseguir escapar del Fort Royal. Avui dia, una de les terrasses del fort, que ara és un museu, porta el seu nom, en homenatge a aquella fugida que va semblar impossible, però real.

### Mort
Amb els anys, la salut de Bazaine es va anar deteriorant a poc a poc, com una flama que es va apagant després d’un llarg combat. Les ferides rebudes al llarg de quaranta anys de vida militar li passaven factura. La seva esposa, Pepita, va marxar amb una de les filles i un dels fills cap a Mèxic, amb l’esperança de recuperar una petita part de la fortuna familiar i esperant que el govern mexicà compensés les pèrdues de les seves propietats.
Bazaine es va quedar sol a Madrid, amb el seu fill gran, Alfonse, en aquell moment soldat del cos de Caçadors de l’exèrcit espanyol. Va haver de deixar enrere els luxes d’altres temps i es va instal·lar en un modest pis al carrer Atocha, on cuinava per si mateix. L’únic luxe que es permetia encara eren els cigars, que continuava fumant amb una mena de nostàlgia silenciosa.
Després de la marxa de la seva família, la seva salut va empitjorar encara més. La seva visió va començar a fallar-li, i un dia d’hivern, mentre passejava pel Parc del Retiro, va caure i es va trencar una cama. Ja no es cuidava gaire. Portava una llarga barba grisa, i el seu aspecte despertava pena i compassió entre els madrilenys que el veien passar.
Va morir en silenci el 23 de setembre de 1888, als 77 anys, a causa d’un ictus després d’haver agafat una infecció durant el dur hivern madrileny de 1887-88. En aquell moment, Alfonse es trobava fora de la ciutat amb el seu regiment i no va poder ser al costat del seu pare quan va expirar.
L’endemà, el 24 de setembre, van enterrar les seves restes al Cementiri de San Justo de Madrid. Malgrat tot el que havia passat a la seva vida, li van retre honors oficials. A l’enterrament hi van assistir el Ministre de la Guerra, diversos mariscals espanyols —inclòs el Mariscal Campos—, un dels seus germans i els seus fills. Damunt el taüt no hi havia flors, sinó els símbols del soldat: la seva espasa i les seves espatlleres. El sacerdot que va oficiar el funeral era un parent de la seva dona.
La seva filla, Eugènia Bazaine, que havia tornat a Mèxic amb la seva mare, va tornar a Espanya com a òrfena el 20 de gener de 1900, després que Pepita morís en un hospital el 26 de desembre de 1899 per una greu malaltia.
Així va acabar la vida d’un home que va viure envoltat de guerres, glòries i fracassos. Un soldat que, tot i els honors i les batalles guanyades, va morir sol i gairebé oblidat. Però la seva història, plena de llums i ombres, continua viva a les pàgines de la història.

## Escrits
- Rapport sommaire sur les opérations de l'armée du Rhin du 13 Août au 29 Octobre 1870 (Berlín i Ginebra, 1871).
- L'armée du Rhin depuis de 12 Août jusqu'au 29 Octobre 1870 (París, 1872).
- Bataille de Rezonille, le 16 Août 1870 (Brussel·les, 1872).
- Rapport du Maréchal (Brussel·les, 1872).

A Madrid publicà: Episodes de la guerre de 1870 et le blocus de Metz (1883).